# Sekiro: Shadows Die Twice
Sekiro: Shadows Die Twice — компьютерная игра в жанре Action-adventure, разработанная японской компанией FromSoftware и изданная Activision (издателем на территории Японии была сама FromSoftware) для платформ Microsoft Windows, PlayStation 4 и Xbox One. Выход игры состоялся 22 марта 2019 года.
Sekiro: Shadows Die Twice представляет собой экшн-игру с видом от третьего лица; её действие происходит в феодальной Японии в период Сэнгоку. Под управлением игрока находится Волк, воин с костяной рукой, вооружённый мечом и верёвкой с крюком; он находится на пути мести. Игра схожа с Bloodborne, одной из предыдущих игр FromSoftware, и также содержит мрачный мир, гротескных врагов и сражения, в которых от игрока требуется больше нападать, чем защищаться.
Тизер игры — без названия, но со слоганом Shadows Die Twice — был представлен на мероприятии The Game Awards в 2017 году. На выставке E3 2018 в рамках пресс-конференции Microsoft игра была анонсирована под полным названием — Sekiro: Shadows Die Twice, и было объявлено, что её издателем выступит американская компания Activision. Руководителем разработки игры является Хидэтака Миядзаки, глава FromSoftware и создатель серии Dark Souls. Игра получила ряд наград, в том числе титул «Игра года» на The Game Awards 2019.

## Игровой процесс
Sekiro: Shadows Die Twice — action-adventure от третьего лица. В отличие от серии Dark Souls, в Sekiro меньше ролевых элементов, отсутствует система создания персонажа и возможность выравнивания его навыков, а также нет многопользовательского режима, однако она включает в себя модернизацию снаряжения, дерево навыков и небольшие возможности кастомизации.
Вместо нанесения урона здоровью противников боевая система Sekiro сфокусирована на использовании катаны или другого доступного оружия для сокрушения концентрации противника. Однако это не значит, что уровень здоровья потерял свою значимость — полностью «здоровый» противник может легко восстановить свою концентрацию (то есть эти две шкалы взаимосвязаны), если не держать его под постоянным натиском. Иногда самой лёгкой тактикой является нанесение урона врагу до того момента, когда шкала концентрации перестанет восстанавливаться полностью, а затем уже начать отбивать его атаки и проводить специальные приёмы (например, контратака-микири). Таким образом игрок при необходимости может взять передышку, чтобы использовать исцеляющие или иные полезные предметы не опасаясь, что без прессинга противник быстро восстановит свои силы.
Самым быстрым способом снизить концентрацию противника является отражение ударов и контратаки. Противник, потерявший концентрацию становится уязвимым для смертельного удара. Для убийства обычных врагов достаточно одного смертельного удара, для особо сильных противников-боссов могут понадобиться несколько таких ударов. У главного героя игры также имеется запас концентрации, который может иссякнуть после пропущенных вражеских атак. Это приводит к оглушению на короткий промежуток, которого достаточно, чтобы сильные соперники, воспользовавшись моментом, смогли нанести сокрушительный (зачастую — смертельный) удар.
В игре присутствуют простые стелс-элементы, позволяющие наносить смертельный удар врагам, незаметно подкрадываясь к ним (в противном случае для нанесения такого удара понадобится снизить до нуля упомянутую выше шкалу концентрации). Игроку видна шкала «настороженности» над головой у противников, которая появляется если попасть в поле их зрения. Также важной составляющей игрового процесса являются различные инструменты, встраиваемые в протез в левой руке главного героя (крюк для захвата, метатель сюрикэнов, выдвижное копьё и др.) и помогающие в бою и разведке. Если персонаж игрока умирает, то при определённых условиях он может возродиться на том же месте.

## Сюжет
Действие игры происходит в Японии периода Сэнгоку — в конце XVI века; при этом Sekiro сочетает в себе исторические, фэнтезийные и фольклорные элементы. Согласно сюжету игры, в прошлом военачальник по имени Иссин Асина покорил обширные земли, известные ныне как территория клана Асина; в настоящее время клан возглавляет молодой Гэнитиро Асина. В то же время странствующий синоби Филин подобрал и усыновил сироту, которому дал прозвище Волк.
Двадцать лет спустя клан Асина находится на грани краха. Враги клана неуклонно приближаются со всех сторон. Отчаявшись найти способ предотвратить падение своего клана, внук Иссина, Генитиро Асина, захватывает Божественного наследника Куро, в надежде использовать его кровь, содержащую некую силу, называемую «Наследие Дракона», для создания бессмертной армии. Волк, ставший полноправным синоби и личным телохранителем Куро, пытается это предотвратить, но в схватке с Гэнитиро терпит поражение и лишается левой руки.
Выживший Волк просыпается в заброшенном храме, где встречает Резчика, бывшего синоби, который теперь вырезает статуи Будды. Резчик заменяет утраченную руку Волка сложным протезом, который может оперировать различными приспособлениями и оружием. Своё имя — Секиро, что в переводе означает «Однорукий Волк» — Волк получает от Иссина в облике Тэнгу.
С этим протезом Волк нападает на замок Асина и снова противостоит Генитиро, побеждая его. Несмотря на возможность навсегда покинуть замок Асина, Куро решает остаться и выполнить ритуал Бессмертного Разрыва, который уничтожит Наследие Дракона и помешает кому-либо ещё сражаться за него, чтобы получить бессмертие. Волк неохотно соглашается помочь Куро и отправляется в районы, окружающие замок, чтобы собрать все необходимые компоненты для совершения ритуала. По возвращении он встречает Филина, своего приёмного отца, который ранее считался погибшим. Филин говорит, что также хочет заполучить Наследие Дракона и приказывает Волку отказаться от своей верности Куро. Далее идёт разветвление сюжета.
Если Волк решит отказаться от своей верности Куро, то ему приходится вступить в схватку с лекарем Эммой и пожилым Иссином. После их смерти Филин хвастается, что теперь ничего не сдерживает его от захвата Японии, однако Волк убивает Филина ударом в спину. Куро, видя это, понимает, что Волк стал жертвой своей кровожадности и существом, известным как Сура. Впоследствии Волк вырежет почти всё население Асины, и многие годы спустя в стране будут ходить слухи о демоне.
Если Волк решит остаться верным Куро, он будет вынужден сразиться с Филином и убить его. Затем Волк проберётся в Божественное Царство, где ему предстоит сразиться с Божественным Драконом и добыть его слезу, необходимую для проведения ритуала Бессмертного Разрыва. Вернувшись в замок Асина, он обнаружит, что Иссин скончался от терзавшей его долгие годы болезни, и воспользовавшись этим, его враги начали штурм замка. Волк воссоединится с Куро, но они попадут в засаду Генитиро. Волк вступит в финальную схватку с ним и выйдет из неё победителем, после чего побеждённый и полный отчаяния Генитиро пожертвует собой, чтобы воскресить молодого и полного сил Иссина. Чтобы не допустить этого, Волк вынужден сразиться с ним и убить его.
Далее возможны три концовки, основанные на предыдущих действиях Волка:
- Если Волк победит, не узнав о ритуале Очищения и не найдя Ароматный Цветок, Куро проглотит Драконью слезу и прикажет Волку убить его, чтобы, наконец, достичь Бессмертного Разрыва. Волк неохотно последует приказам Куро и убьёт его. После этого Волк станет резчиком и будет вырезать статуи Будды, чтобы искупить свои деяния, сохранив при этом протез для следующего синоби.
- Если Волк победит, узнав о ритуале Очищения и найдя Ароматный Цветок, он даст Куро Драконью слезу и Цветок, и пожертвует собой вместо убийства Куро, гарантируя тому, что он сможет прожить жизнью простого смертного. Некоторое время спустя Куро посетит могилу Волка, прежде чем отправиться в своё путешествие.
- Если Волк сможет получить Замороженную Драконью слезу от Божественного дитя, Куро проглотит Замороженную Драконью слезу и впитается в сердце Божественного дитя. С духом Куро внутри Божественное дитя отправится на запад к месту рождения Божественного Дракона, чтобы вернуть наследие Дракона на его законное место в Божественном царстве. Волк будет сопровождать Божественное дитя и Куро в их путешествии[12].

## Разработка
Разработка Sekiro началась в конце 2015 года, после завершения работы над DLC Bloodborne, The Old Hunters. Тизер игры под названием «Shadows Die Twice» был показан на The Game Awards 2017 в декабре. Позже, во время пресс-конференции Microsoft на E3 2018 было объявлено название игры: «Sekiro: Shadows Die Twice». Режиссёром игры является Хидэтака Миядзаки из японской студии разработки FromSoftware, известной по серии Dark Souls и Bloodborne. FromSoftware самостоятельно издала игру в Японии, Cube Game — в Азиатско-Тихоокеанском регионе, а Activision выступила издателем во всем остальном мире. Саундтрек был написан Юкой Китамурой. 22 марта 2019 года игра была выпущена для PlayStation 4, Windows и Xbox One. В тот же день было выпущено коллекционное издание игры, включавшее футляр в виде стальной книги, статуэтку главного героя, художественную книгу, физическую карту мира игры, код для загрузки саундтрека и реплики монет, встречающихся в игре.
Команда Sekiro черпала вдохновение из серии стелс-игр Tenchu, которые были частично разработаны и изданы самой FromSoftware. Изначально игра рассматривалась как продолжение Tenchu, но так как эта серия была создана разными студиями до того, как FromSoftware получили права на неё, было решено идти в другом направлении.
Миядзаки акцентировал внимание разработки боевой системы на передачу ощущения «столкновения мечей», когда бойцы пытаются создать момент для нанесения смертельного удара. Кроме того, он и его команда создавали Sekiro для однопользовательской игры, поскольку полагали, что многопользовательский вид имеет ограничения, которых они хотели избежать.
Слово «Сэкиро» на японском языке означает «однорукий волк» — отсылка к тому факту, что персонаж игрока однорукий. Первоначально подзаголовок «Shadows Die Twice» должен был остаться только слоганом трейлера-тизера, но Activision потребовала его сохранения в качестве окончательного названия.
Несмотря на то, что действие игры происходит в Сэнгоку — реальном историческом периоде Японии XVI века, в игре нет реальных исторических личностей или локаций.

## Реакция
| Сводный рейтинг       | Сводный рейтинг                        |
| Агрегатор             | Оценка                                 |
| --------------------- | -------------------------------------- |
| GameRankings          | - (PS4) 88,44 % - (XONE) 90,40 %       |
| Metacritic            | (ПК) 88/100 (PS4) 90/100 (XONE) 91/100 |
| OpenCritic            | 90/100                                 |
| Иноязычные издания    |                                        |
| Издание               | Оценка                                 |
| Destructoid           | 9/10                                   |
| Game Informer         | 9/10                                   |
| GameStar              | 88/100                                 |
| IGN                   | 9,5/10                                 |
| Русскоязычные издания |                                        |
| Издание               | Оценка                                 |
| GameMAG.ru            | 9/10                                   |
| GoHa.Ru               | 8/10                                   |
| StopGame.ru           | Изумительно                            |
| «Игромания»           | · «Выбор редакции»                     |
| «Игры Mail.ru»        | 9/10                                   |
| «Канобу»              | 9/10                                   |

Sekiro: Shadows Die Twice получила «всеобщее признание» от критиков и рецензентов различных изданий, по данным сайта-агрегатора рецензий Metacritic. Средневзвешенная оценка для платформы PlayStation 4 составляет 90 баллов из 100 возможных, на основе 76 рецензий от различных изданий, для версии на PC (Windows) — 88 баллов, для версии на Xbox One — 91 балл.
На июль 2020 года продажи игры превысили пять миллионов копий.

### Награды
| Год  | Награда                | Категория                  | Результат | Прим.         |
| ---- | ---------------------- | -------------------------- | --------- | ------------- |
| 2018 | Game Critics Awards    | Best of Show               | Номинация | [ 33 ]        |
| 2018 | Game Critics Awards    | Best Original Game         | Номинация | [ 33 ]        |
| 2018 | Game Critics Awards    | Best Console Game          | Номинация | [ 33 ]        |
| 2018 | Game Critics Awards    | Best Action/Adventure Game | Номинация | [ 33 ]        |
| 2018 | Gamescom               | Best Action Game           | Победа    | [ 34 ]        |
| 2018 | Golden Joystick Awards | Most Wanted Game           | Номинация | [ 35 ]        |
| 2018 | Gamers' Choice Awards  | Most Anticipated Game      | Номинация | [ 36 ]        |
| 2019 | Japan Game Awards      | Award for Excellence       | Победа    | [ 37 ]        |
| 2019 | Golden Joystick Awards | Best Visual Design         | Номинация | [ 38 ] [ 39 ] |
| 2019 | Golden Joystick Awards | Ultimate Game of the Year  | Номинация | [ 38 ] [ 39 ] |
| 2019 | Titanium Awards        | Game of the Year           | Номинация | [ 40 ]        |
| 2019 | Titanium Awards        | Best Game Design           | Номинация | [ 40 ]        |
| 2019 | Titanium Awards        | Best Action Game           | Номинация | [ 40 ]        |
| 2019 | The Game Awards 2019   | Game of the Year           | Победа    | [ 41 ] [ 42 ] |
| 2019 | The Game Awards 2019   | Best Game Direction        | Номинация | [ 41 ] [ 42 ] |
| 2019 | The Game Awards 2019   | Best Art Direction         | Номинация | [ 41 ] [ 42 ] |
| 2019 | The Game Awards 2019   | Best Audio Design          | Номинация | [ 41 ] [ 42 ] |
| 2019 | The Game Awards 2019   | Best Action/Adventure Game | Победа    | [ 41 ] [ 42 ] |

## Комментарии
1. ↑  С яп. и англ. «Однорукий волк: Тени умирают дважды». Под этим же английским названием Sekiro: Shadows Die Twice игра выпускалась и в Японии. Главный герой игры носит прозвище «Волк» (яп. 狼, англ. Wolf); другое прозвище «Сэкиро» (яп. 隻狼, буквально «однорукий волк»), ему даёт один из неигровых персонажей.